# Les Innocents aux mains sales
Pour plus de détails, voir Fiche technique et Distribution.
Les Innocents aux mains sales est un film franco-italo-ouest-allemand réalisé par Claude Chabrol, sorti en 1975. Le scénario du film se passe à Saint-Tropez, où Wormser vit retiré des affaires avec sa femme, Julie, beaucoup plus jeune que lui. Cardiaque, il doit éviter les rapports sexuels et se saoule pour oublier sa frustration. Julie devient la maîtresse de Jeff, un voisin écrivain. Les amants décident de tuer Wormser en camouflant sa mort en accident de canotage. Malheureusement, les choses ne se déroulent pas comme prévu. Julie est horrifiée d'apprendre que non seulement son mari disparaît, mais aussi tout son argent et son amant.

## Synopsis
Le film se déroule à Saint-Tropez, sur la côte sud de la France. Julie Womser (Romy Schneider) prend un bain de soleil dans la cour de sa villa. Son voisin, le jeune et beau Jeff Marle (Paolo Giusti) fait voler un cerf-volant en papier, qui survole accidentellement sa propriété et tombe directement sur le corps nu de Julie.
Julie présente Jeff à son mari Louis Womser (Rod Steiger), leur voisin et écrivain. Jeff lui caresse alors le dos avec sa main. Louis déclare qu'il boit beaucoup et qu'il veut quitter l'endroit avec sa femme. Il se plaint qu'elle ne lui fasse plus l'amour, ne l'embrasse plus et ne le laisse même plus la toucher. Lorsque Luis est ivre et va se coucher, Julie dit qu'elle n'en peut plus. Elle s'allonge sur le tapis et Jeff l'entoure de son bras.
Julie et Jeff, nus, sont allongés dans leur lit. Julie raconte que Louis a eu un infarctus, qu'il a vendu son entreprise et qu'il veut maintenant aller en Martinique, dans l'espoir d'arrêter de boire. Julie confie que Louis a 18 ans de plus qu'elle, qu'il était autrefois très gentil et qu'il a financé un film dans lequel elle jouait. Jeff dit que Luis va bientôt mourir.
Trois semaines passent. Luis offre à Julie une nouvelle voiture de sport. Il répète qu'il boit trop ici et qu'il veut partir. Puis il se saoule et va se coucher. Restés seuls, Jeff et Julie planifient un meurtre. Ils conviennent que le meurtre sera commis dans deux heures, après quoi Jeff va dans sa chambre.
Julie entre dans la chambre de Louis, prend une matraque sur la table, le frappe de toutes ses forces sur la tête, lave la matraque, la remet en place, puis apporte un grand sac en plastique dans la chambre de Louis. Elle sort de la chambre, ferme la porte, descend et attend dans le couloir du rez-de-chaussée. Un bruit se fait entendre à l'étage. Julie regarde par la fenêtre et, à travers la brume, voit quelqu'un transporter un énorme sac mortuaire jusqu'à l'embarcadère. Elle monte dans la chambre de Louis et s'assure que le corps n'est plus là, puis va se coucher.
Au matin, une lettre est déposée sous sa porte. Julie sort dans la cour et constate que sa nouvelle voiture a disparu. La lettre lui apprend que Jeff est parti avec sa voiture pour 2 ou 3 jours en Italie, soi-disant pour recueillir des éléments pour un livre, et lui demande d'écrire à Montona. Julie appelle la police et prétend que son mari est parti en mer à bord d'un bateau et qu'il n'est pas revenu.
Deux inspecteurs viennent voir Julie. Il s'agit du commissaire local Villon (Pierre Santini) et du commissaire parisien Lamy (François Mestre), qui est en vacances. La police a retrouvé le bateau de Womser, mais il n'y a personne à bord. Lamy voit de nombreuses bouteilles de whisky vides dans la cuisine. Julie dit que son mari n'a pas d'ennemis et que, ces derniers temps, il est surtout en contact avec Jeff, qui habite à côté et passe souvent discuter. Ce matin, Jeff est parti avec leur voiture (qu'il aurait prise sur l'insistance de son mari) pour l'Italie afin de rassembler des éléments pour un livre. Julie ajoute que Louis a eu un infarctus il y a un an et qu'il en a peut-être eu une autre, après quoi il serait peut-être tombé dans la mer. Madame Chauvenet, une voisine des Womser, confirme qu'elle a vu Jeff taper toute la nuit chez lui et Louis quitter la maison pour l'embarcadère à 4-5 heures du matin avec un grand sac.
Lorsque les inspecteurs examinent le bateau, ils constatent qu'il n'y a ni poisson ni appât, que le coffre est ouvert et vide, et ils découvrent une tache de sang. Ces éléments accréditent la thèse selon laquelle Luis serait tombé à la suite d'un infarctus et se serait cogné. Le commissaire Lamy doute cependant de cette version en raison de l'absence de marques d'appâts sur le bateau. Il est également troublé par le grand nombre de bouteilles vides au domicile de Louis, la beauté de sa femme et le départ soudain de Jeff. Il suppose que Womser est alcoolique et que sa femme était très tentée d'avoir un amant. La raison pour laquelle Jeff a pris la voiture n'est pas claire non plus.
Julie reçoit une lettre de Jeff, qui lui écrit qu'il a caché l'argent et les bijoux en lieu sûr et que Louis s'est réveillé à bord et s'est cassé le nez. Julie lui envoie une lettre d'amour en retour.
Julie se rend à la banque, où elle apprend que son mari a retiré tout l'argent de son compte deux jours auparavant. Elle y rencontre les inspecteurs et ils vont ensemble examiner son coffre-fort, qui contenait des titres et des bijoux, mais il est également vide. Julie rencontre le conseiller juridique de son mari, Georges Toran (François Perrault), qui lui dit que Louis a pris tout l'argent pour partir aux Antilles et qu'il a décidé de vendre la maison.
Les détectives viennent voir Julie et l'informent que le médecin a dit que Louis n'avait jamais eu d'infarctus, qu'il lui cachait simplement son impuissance de cette façon. Julie avoue qu'ils n'ont pas fait l'amour depuis longtemps. Par ailleurs, la police a retrouvé sa voiture, qui est tombée d'une falaise et s'est écrasée près de Montona. Aucun corps n'a été retrouvé à l'intérieur, seulement la veste et la carte d'identité de Jeff. Les détectives ont également trouvé la boucle d'oreille de Julie dans la chambre de Jeff, mais elle affirme qu'elle n'y était pas.
Julie est convoquée dans le bureau de l'enquêteur. Son extravagant avocat Albert Legale (Jean Rochefort) arrive. L'enquêteur expose la version de la police : Jeff et Julie sont de mèche. Jeff a tué Louis sur un bateau, a volé son argent et ses bijoux dans le coffre-fort et est parti avec leur voiture. Julie devait le rejoindre peu après, mais Jeff est mort subitement. Le sang retrouvé sur le hors-bord correspond au groupe sanguin de Jeff. En outre, l'enveloppe de Julie a été retrouvée dans la poche de la veste de Jeff, mais sans lettre. L'avocat détourne habilement toutes les accusations qui pèsent sur sa cliente, et celle-ci est libérée.
Le soir, Julie entre dans la maison et voit un homme dans l'escalier, pensant qu'il s'agit de Jeff, mais il s'avère que c'est Louis. Louis révèle qu'il était au courant de tout depuis le début. Un jour, il les a vus faire l'amour, puis il a commencé à les suivre et à écouter aux portes. Il a entendu Jeff suggérer qu'ils le tuent et qu'ils élaboraient un plan pour passer à l'acte.
Louis est monté dans la chambre ce soir-là, a attendu que Jeff rentre chez lui, l'a frappé à la tête avec un gourdin dans la cour, l'a transporté par la porte arrière dans la chambre, l'a mis dans son lit et l'a recouvert d'une couverture de sorte qu'on ne voyait qu'une partie de sa tête. Ce n'est donc pas Julie qui a frappé Louis à la tête, mais Jeff. Louis est ensuite allé chez Jeff et a fait semblant de taper à la machine toute la nuit. Tôt le matin, il est rentré chez lui et a emmené le corps ligoté de Jeff en mer à bord d'un hors-bord. Lorsque Jeff s'est réveillé, Luis l'a forcé à écrire ses aveux, puis l'a noyé. Louis a placé une boucle d'oreille dans la maison de Jeff, a pris la voiture qu'il avait donnée à sa femme et s'est rendu à Montona, cachant de l'argent et des bijoux en chemin, et a commencé à envoyer des lettres à Julie au nom de Jeff.
Julie n'a plus d'argent ni d'amant et dépend entièrement de son mari, qui détient la confession de Jeff. Pendant ce temps, Louis s'est transformé, sous l'influence des événements qui se sont déroulés, il a arrêté de boire et peut à nouveau faire l'amour à sa femme. Louis déclare que « grâce à vous, je suis ressuscité ».
Julie va voir Georges Toran et se renseigne sur la manière d'obtenir rapidement de l'argent de l'assurance de Louis, par exemple s'il est possible de contracter un prêt sur l'assurance. Il s'agit d'une somme importante, suffisante pour déménager dans une autre ville et acheter un appartement. Georges lui propose de vivre avec lui, mais pas d'aller dans une autre ville.
Le commissaire Lamy propose une nouvelle version des faits : Louis n'a probablement pas retiré accidentellement tout l'argent deux jours avant sa disparition, mais sa disparition a été clairement planifiée. Et le fait d'avoir placé la boucle d'oreille dans la maison de Jeff n'a servi qu'à son avantage. Lamy en conclut que Louis a tout organisé. Lamy suppose que Louis est vivant et qu'il se cache quelque part, peut-être chez Georges.
Pendant ce temps, Luis en a assez de se cacher de la police et de mener une double vie. Sa relation avec Julie s'est à nouveau modifiée et ils sont prêts à vivre à nouveau ensemble. Les inspecteurs viennent voir Julie et lui disent que Louis est peut-être vivant, mais elle les repousse en prétendant qu'elle ne sait rien. Après leur départ, Julie et Louis sortent en courant dans la cour, montent dans la voiture et se rendent chez Georges, qui, en fin de compte, sait tout et, de plus, garde l'argent et les objets de valeur de Louis, ainsi que les aveux de Jeff. Georges incite Luis à ne pas faire confiance à Julie, disant qu'il n'aime pas du tout les femmes. Luis répond que Julie est sa femme et demande à ce qu'elle soit traitée en conséquence.
À ce moment-là, Jeff entre avec un pistolet. Tous ceux qu'on croyait morts sont en fait bel et bien vivants.
Louis savait que Jeff était vivant, il ne pouvait pas le tuer et lui a même donné 50 000 francs pour qu'il parte. Au lieu de cela, Jeff a commencé à suivre Louis dans l'espoir de découvrir où était caché son argent. Julie s'approche de Jeff et le serre dans ses bras. Jeff donne le deuxième pistolet à Julie et part avec Georges chercher l'argent et les bijoux. Louis tombe malade, Julie tente de l'aider, puis sort de la maison en courant vers Jeff. Les détectives reçoivent un signal indiquant qu'une personne ressemblant beaucoup à Jeff a été repérée dans la maison de Georges. Ils demandent à la police de renforcer la surveillance autour de la maison.
Julie arrête la voiture de Jeff en disant que Louis est mourant et qu'il a besoin d'aide immédiatement. Elle lui demande de rouler plus vite, mais Jeff arrête la voiture à sa place. Il lui dit que sa confession est détruite, qu'il a tout l'argent dans son coffre, que Georges est parti et que bientôt il n'y aura plus de Louis. Ils sont riches et libres, c'est-à-dire que tout ce dont ils rêvaient est devenu réalité. Cependant, l'attitude de Julie a déjà changé et elle refuse de s'enfuir avec Jeff. Fou de rage, Jeff se jette sur Julie et tente de la violer. C'est à ce moment que la police arrive et s'empare de Jeff. Julie appelle à l'aide pour que son mari soit sauvé dans les plus brefs délais. Mais la police n'arrive pas à temps et Louis meurt.
Au tribunal, Julie souffre et refuse de parler à son avocat Legale. Legale dit que Jeff prendra 10 à 15 ans, elle aura un an et demi de mise à l'épreuve grâce à ses efforts. Mais Julie répond qu'elle est prête à tout donner pour la vie de son mari. Pour avoir voulu tuer son mari, rien ne lui sera fait, mais pour avoir voulu le sauver, elle sera condamnée. Dans la dernière scène, Julie est assise seule dans sa maison et regarde la mer. Quelque part au loin, une lumière indistincte clignote. Julie se lève et, comme envoûtée, se dirige vers ce merveilleux scintillement.

## Fiche technique
- Titre original : Les Innocents aux mains sales
- Titre italien : Gli innocenti dalle mani sporche
- Titre allemand : Die Unschuldigen mit den schmutzigen Händen
- Réalisation : Claude Chabrol
- Scénario : Claude Chabrol, adapté du roman The Damned Innocents de Richard Neely
- Photographie : Jean Rabier
- Son : Guy Chichignoud
- Montage : Jacques Gaillard
- Décors : Guy Littaye
- Costumes : Fanny Jakubowicz, Yves Saint Laurent (robes de Romy Schneider)
- Musique : Pierre Jansen
- Producteur : André Génovès
- Sociétés de production : Jupiter Generale Cinematografica, Les Films de La Boétie, Terra Filmkunst
- Société de distribution : Les Films de La Boétie
- Pays d'origine :  France,  Italie,  Allemagne de l'Ouest
- Langue originale : français
- Format : couleur (Eastmancolor) — 35 mm — mono
- Genre : drame
- Durée : 121 minutes
- Date de sortie : 26 mars 1975 (France)
- Affiche : René Ferracci (France)

## Distribution
- Romy Schneider : Julie Wormser
- Rod Steiger : Louis Wormser
- Paolo Giusti : Jeff Marle
- Pierre Santini : Commissaire Villon
- François Maistre : Commissaire Lamy
- Jean Rochefort : Maître Légal
- François Perrot : Georges Thorent
- Hans Christian Blech (VF : André Falcon): le juge
- René Piget : mécanicien
- Serge Bento : le banquier
- Dominique Zardi : agent de la Police maritime
- Henri Attal : agent de la Police maritime
- Jean Cherlian : policier du bateau
- Georges Blain : joueur de boules
- Gilbert Servien : huissier

## Production et tournage
Pour le tournage, Romy Schneider joue en anglais toutes les scènes avec l'acteur américain Rod Steiger. Elle a également assuré elle-même le doublage anglais du reste du film (joué en français) pour la version destinée aux pays anglophones. Par ailleurs, Claude Chabrol déclarera s'être mal entendu avec l'actrice quant à leurs visions respectives sur la nature même du film : pour le réalisateur, il s'agissait d'une « énorme farce » ; pour Romy Schneider d'une « théorie de la tragédie », entraînant dès lors une « incompatibilité d'humeur » entre eux selon Claude Chabrol, qui en revanche s'est senti « en sympathie et en complicité » avec Jean Rochefort, lui-même étonné d'avoir été choisi par un réalisateur étiqueté Nouvelle Vague.
Dominique Zardi, qui joue un petit rôle de policier, est l'auteur pour ce film de la chanson Je sais. Enfin, une allusion est faite à ce film dans Les Bidasses s'en vont en guerre (1974) de Claude Zidi.

## Accueil critique
« Les Innocents aux mains sales (1974) était bizarre : il y avait dedans un jeune premier italien qui était hallucinant de médiocrité, épouvantable, mais vraiment à chier (rires)… Romy Schneider était la seule femme du film – même les figurants étaient des hommes – et c'était intéressant de voir que cette fille pouvait se mettre avec n'importe quel crapoteux. Il faut bien dire ce qui est : ce film n’est pas terrible. Mais vous voyez, c’est quand même une curiosité. »

— Interview de Claude Chabrol par Serge Kaganski, parue dans Les Inrocks en 1995